# Un Lu*Jo
Un lujo (estilizado como Un Lu*Jo) es un álbum de estudio colaborativo de música regional mexicana realizado por los cantantes mexicanos Lucero y Joan Sebastian, fue lanzado en México y Estados Unidos el 8 de mayo de 2012 por la compañía discográfica "Skalona Records".  Joan Sebastian escribió y produjo todas las canciones; el álbum se compone por 11 canciones: cuatro interpretadas por él mismo, cuatro canciones por Lucero y tres canciones grabadas en dueto.
Un Lu*Jo debutó entre los cinco primeros en los Billboard Top Latin Albums en los Estados Unidos y dentro de los primeros cuarenta en México. El sencillo del álbum principal, el dúo "Caminar contigo", llegó a las listas de los veinte primeros de las canciones latinas de Billboard y el segundo sencillo, "Diséñame", interpretado por Sebastián, también en México y los Estados Unidos. El álbum fue nominado para un Premio Billboard a la Música Mexicana en 2013.

## Antecedentes
La cantante mexicana Lucero y el compositor de música regional mexicana Joan Sebastian trabajaron para la misma compañía discográfica "Musart" durante los años 80 en donde se conocieron y Lucero grabó canciones escritas por Sebastian en sus álbumes "Fuego y Ternura (1985)" y "Lucerito: Ocho quince (1988)". En 1992, Lucero grabó en su álbum "Lucero De México" la canción de Sebastián "Llorar" lanzándose como el sencillo principal del álbum convirtiéndose en un hit. En 2010, Lucero fue la protagonista principal de la telenovela Soy tu dueña en donde interpretó junto a Joan Sebastian la canción "Golondrinas viajeras" para ser transmitida durante el cierre de los capítulos de la misma; y también, se incluyó en el álbum "Huevos rancheros (2011)" de Joan Sebastian.
Después, Lucero y Joan Sebastian vuelven a colaborar juntos para el programa "La Voz México" en donde Joan Sebastián apoya a Lucero que en ese momento fungía como Coach principal de la emisión televisiva y en donde interpretaron algunos duetos.  Para diciembre de 2011, Lucero y Joan Sebastián se vuelven a unir para interpretar un dueto para el programa televisivo altruista "Teletón 2011"; en donde estrenaron la canción "Caminaré contigo".

## Realización y Promoción
Mientras filmaba la telenovela "Por ella soy Eva, en marzo de 2012, Lucero entro al estudio de grabación, en los estudios de Joan Sebastian en Cuernavaca, Morelos.  En ese mismo mes salió a promoción la canción "No me dejes ir", para la promoción y como tema de cierre de la Telenovela; Lucero indicó que todavía estaba trabajando en un nuevo álbum que se titularía "Lujo" producido por Joan Sebastian. Dos meses después, el título del álbum se anunció como "Un Lu*Jo", usando las dos primeras letras de los nombres de ambos cantantes.  
El 21 de junio de 2012, desde la finca de campo de Joan Sebastian en Juchitán, Morelos, se presentó a los medios el álbum "Un Lu*Jo" en donde se convocó a los medios del espectáculo y estuvieron presentes Lucero y Joan Sebastian.
Un Lujo incluye cuatro canciones grabadas por cada intérprete individualmente y tres duetos.  Sebastian declaró que el álbum es "una representación del amor y la admiración que tenemos el uno por el otro". Desde la presentación del álbum, Joan Sebastian declaró su amor por Lucero de una forma metafórica, lo cual, despertó un interés de la prensa, que ya venía desde que trabajaron juntos en el programa "La Voz México", suponiendo que ambos cantantes tenían una relación sentimental, lo cual nunca fue confirmado por algún medio y ellos siempre lo negaron. Esto provocó el acoso por medio de la prensa principalmente hacía Lucero, la cual tenía más de un año de su divorcio.
La canción "Diséñame" fue presentada por Sebastian en el "Festival Acapulco 2012" y el 6 de junio de 2012 presentó el vídeo del mismo tema, mientras el álbum "Un Lu*jo" se mantenía como primer lugar de ventas en México y en las listas billboards de regional mexicano en Estados Unidos.
El álbum "Un Lu*Jo" debutó en el primer lugar de descargas electrónicas, posicionándose en el top 10 general de iTunes y primer lugar en música mexicana, por otro lado el 31 de mayo debuta en el  #2 en los álbumes de música regional y #4 en álbumes latinos en la revista Billboard, para finalmente el 7 de junio lograr el #1 en los álbumes de música regional.
Al terminar las grabaciones de la telenovela "Por ella soy Eva", Lucero realizó varias presentaciones en vivo junto a Joan Sebastian para la promoción del álbum, tanto en México como en Estados Unidos.

## Lista de canciones
Todos los temas son escritos y producidos por Joan Sebastian.

| Un Lu*Jo |                       |                        |          |  |
| N.º      | Título                | Intérprete(s)          | Duración |  |
| 1.       | «Caminar contigo»     | Lucero, Joan Sebastian | 3:20     |  |
| 2.       | «La doma»             | Lucero                 | 2:57     |  |
| 3.       | «Diséñame»            | Joan Sebastian         | 3:04     |  |
| 4.       | «Alma enamorada»      | Lucero                 | 2:58     |  |
| 5.       | «Un beso al mundo»    | Joan Sebastian         | 3:13     |  |
| 6.       | «Escándalo social»    | Lucero, Sebastian      | 3:17     |  |
| 7.       | «Adicta»              | Lucero                 | 3:05     |  |
| 8.       | «Un vestido de besos» | Joan Sebastian         | 2:59     |  |
| 9.       | «Jardinera»           | Lucero                 | 2:58     |  |
| 10.      | «Díganle»             | Joan Sebastian         | 3:52     |  |
| 11.      | «Desliz»              | Lucero, Sebastian      | 3:15     |  |
| 35:07    |                       |                        |          |  |